# Monoecia

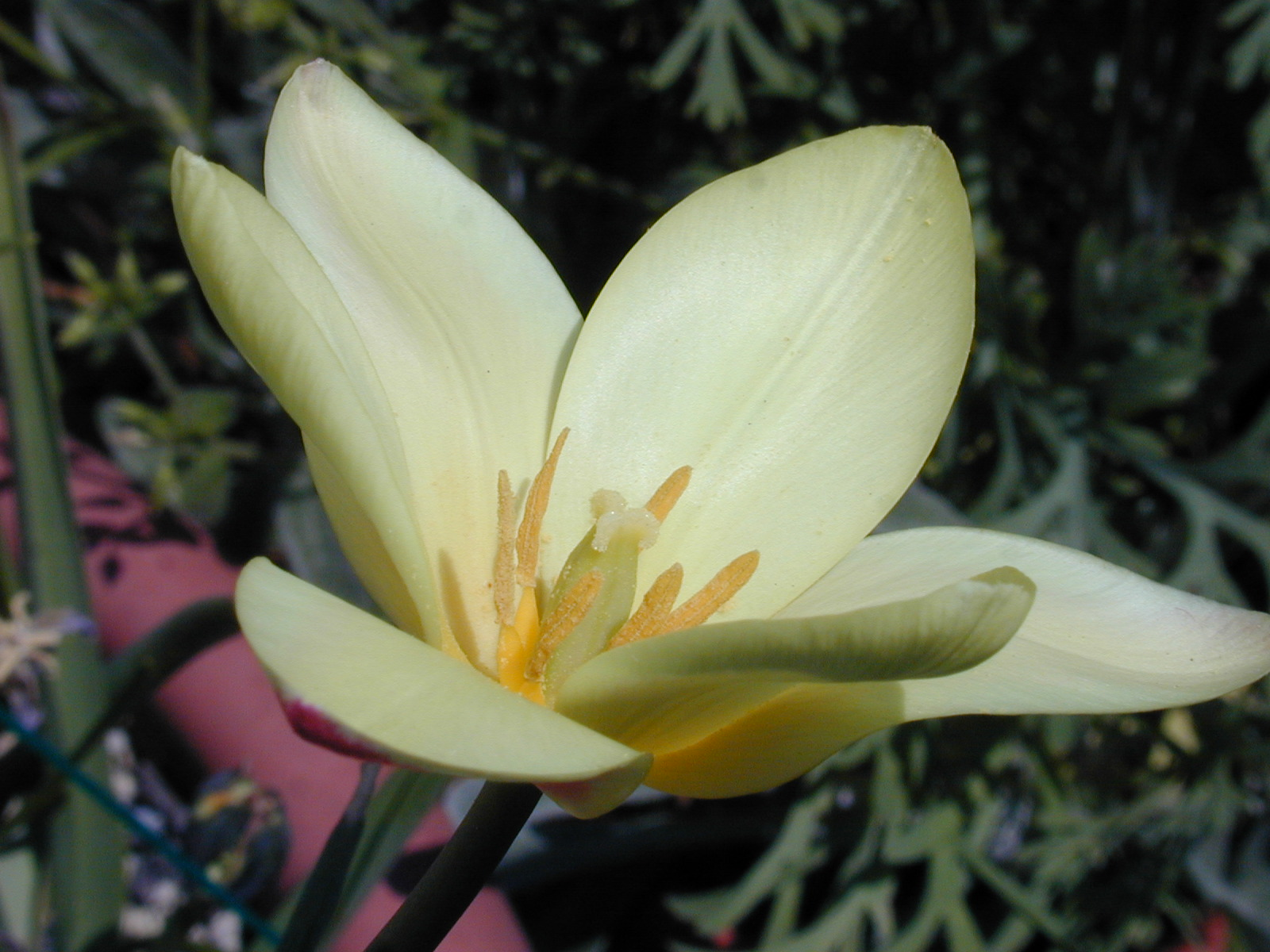
Flor de tulipán, especie monoclino monoica (hermafrodita).

En botánica, se denomina monoicas a las especies en las cuales ambos sexos se presentan en una misma planta. 

## Características
Entre las especies monoicas se distingue entre las 
hermanofroditas y las monoclinas. Las especies que tienen flores hermafroditas, es decir, con presencia de aparatos reproductivos de ambos sexos en una sola flor, reciben el nombre de monoclino-monoicas; aquellas plantas cuyos individuos presentan flores diferenciadas de ambos sexos son llamadas diclino-monoicas; por su parte, las que contienen tanto flores hermafroditas como unisexuales se llaman polígamas. También se dice que esto puede estar relacionado con las gimnospermas, las cuales por su parte tienen un cono masculino y también un cono femenino, que tienen la función de juntarse y darse así una semilla la cual da paso a un nuevo individuo.
En algunas especies de plantas monoicas existen barreras fisiológicas (autoincompatibilidad) que impiden la autofecundación o no permiten el desarrollo de un embrión originado de esa forma; ejemplo de ello es el proceso de dicogamia.